# Тони Парсонс
Тони Парсонс (енгл. Toni Parsons, рођен 6. новембра 1953 у Рамфорду - Лондон) је британски писац и новинар.

## Биографија
Тони Парсонс је рођен у чиновничкој породици у лондонском Рамфорду, али је одрастао у Есексу. Када је имао двадесет година радио је у фабрици за производњу џина и тамо је радио до 1976 године. Затим је постао музички новинар. Парсонс се оженио својом колегиницом, а када се развео додељено му је старатељство над четворогодишњим сином Бобијем.
Тони Парсонс је син бившег маринца коме је био додељен Орден за изузетну службу за време Другог светског рата, што је друго по важности одликовање у Британској војсци. Та два односа - са сином кога је сам одгајао и са покојним оцем кога је обожавао - чинила су основу и срж његовог романа Човек и дечак (Man and Boy).
Тони Парсонс је један од најпознатијих писаца у Енглеској.70-их година 20. века био је музички критичар у НМЕ , једно од најутицајнијих музичких магазина у Британији. Његови интервјуи са групама као што су Клеш, Секс пистолси, Блонди, Токинг Хедс и Рамонс су га направили славном фигуром међу младима у Енглеској. Парсонс је добијао награде за своје новинарске чланке за GQ и Elle за време 80-те године. 90-их година постао је један од најпознатијих телевизијских коментатора емисије Late Review на телевизијском каналу ББС.
Његов први роман Човек и дечак је доживео огроман успех у Енглеској и за само прва два месеца продат је у тиражу од 750.000 примерака.

## Занимљивости
- Хрватска глумица и сценариста Јелена Вељача је била оптужена да њен сценарио за хрватску тв серију Обични људи јесте плагијат романа Права породица Тонија Парсонса чија права за екранизацију је већ купила америчка глумица Џулија Робертс.[10]